# Mosquée Mollah-Moustafa-Djami de Bakhtchissaraï
La mosquée Mollah-Moustafa-Djami est un édifice religieux musulman construit au XVIIIe siècle, situé à Bakhtchissaraï, en Crimée, et désormais en partie en ruine.